# Робидище
Робидище (словен. Robidišče) — мале поселення в общині Кобарід, Регіон Горишка, Словенія на межі з Італією. Висота над рівнем моря: 671 м.